# Miikka Kiprusoff
Miikka Sakari Kiprusoff (Turku, 26 ottobre 1976) è un ex hockeista su ghiaccio finlandese che giocava nel ruolo di portiere. È noto per la sua lunga militanza con i Calgary Flames.

## Carriera
Ha iniziato la sua carriera in patria, giocando per il TPS (con cui, nel 1999, vinse il titolo e fu nominato miglior portiere stagionale e miglior giocatore del campionato) e per l'AIK.
Nella stagione 1999-2000 fu ingaggiato dai San Jose Sharks, che lo avevano selezionato al Draft NHL 1995. Rimase nelle file della squadra californiana sino al 2003, giocando anche diverse partite in AHL con gli affiliati dei Kentucky Thoroughblades prima e dei Cleveland Barons poi.
Il 16 novembre 2003 fu ceduto ai Calgary Flames, con cui debuttò quattro giorni dopo in una vittoria per 2-1 con i Montreal Canadiens, gara in cui parò 22 tiri. Terminò la stagione regolare con 24 vittorie e 4 shutout in 38 partite, e fu titolare nei playoff, in cui la squadra dell'Alberta fu battuta in finale di Stanley Cup dai Tampa Bay Lightning. Nel corso del lock-out della stagione 2004-2005 giocò in Svezia con il Timrå IK.
Il campionato 2005-2006 fu estremamente positivo per lui: giocò 74 partite, vincendone 42 ed ottenendo 10 shutout e mantenendo una media di 2,07 gol subiti a gara. Queste prestazioni gli permisero di vincere il Vezina Trophy come miglior portiere della lega, ed il William M. Jennings Trophy, che premia il portiere che subisce meno gol in stagione. Le stagioni successive furono positive a livello individuale, ma non di squadra.
Il 12 febbraio 2012, quando i Flames superarono, per 4-3, i San Jose Sharks, Kiprusoff divenne il ventisettesimo portiere a raggiungere le 300 vittorie in NHL. In seguito, subì un grave infortunio al ginocchio che pregiudicò le sue prestazioni nel campionato 2012-2013. A causa di ciò, il 9 settembre 2013 il portiere finlandese annunciò il ritiro.

## Palmarès

### Club
- Campionato finlandese: 2

TPS: 1994-1995, 1998-1999

### Individuale
- NHL First All-Star Team: 1

2005-2006
- Vezina Trophy: 1

2005-2006
- William M. Jennings Trophy: 1

2005-2006
- AHL All-Star Classic: 2

2000, 2001